# Gouvernement Rusnok
République tchèque
Nečas Sobotka
Le gouvernement Rusnok (Vláda Jiřího Rusnoka) est un gouvernement technique, indépendant de toute formation politique, dirigé par l'économiste Jiří Rusnok entre le 10 juillet 2013 et le 29 janvier 2014.

## Historique

### Formation
Le 16 juin 2013, le président du gouvernement, Petr Nečas, rend publique son intention de démissionner pour le lendemain, à la suite de l'interpellation, puis du placement en détention provisoire, de sa directrice de cabinet, Jana Nagyová, présentée par la presse comme sa maîtresse, inculpée de corruption et d'abus de pouvoir pour avoir fait suivre par le renseignement militaire l'épouse de Nečas, en pleine procédure de divorce. Il déclare également vouloir quitter la politique.
Le 25 juin, le président de la République, Miloš Zeman, qui s'était vu proposer, par la coalition sortante, le nom de la présidente de la Chambre des députés, Miroslava Němcová, pour la présidence du gouvernement, désigna finalement son conseiller, l'économiste Jiří Rusnok. Une nomination critiquée par la coalition sortante, qui souhaitait être reconduite, malgré la démission de Nečas, tout comme par l'opposition social-démocrate, qui réclame, elle, la tenue d'élections législatives anticipées.
Le 8 juillet, l'ancien président du gouvernement, Jan Fischer, candidat malheureux à l'élection présidentielle tchèque de janvier 2013, confirme avoir accepté le titre de vice-président du gouvernement, chargé du ministère des Finances. Cette nomination est vue comme la récompense du soutien apporté par Fischer à Zeman, à l'occasion du second tour du scrutin présidentiel, face à Karel Schwarzenberg, le ministre des Affaires étrangères du gouvernement Nečas. 
Le 10 juillet, le gouvernement Rusnok est officiellement nommé par le chef de l'État, lors d'une cérémonie solennelle au château de Prague.

### Succession
N'ayant pas obtenu la confiance de la chambre basse, le 7 août, 93 députés s'étant prononcés en sa faveur contre 100, le gouvernement Rusnok démissionne officiellement le 13 août. Il n'aura assumé l'exercice du pouvoir exécutif qu'un peu plus d'un mois. Il reste en fonctions jusqu'à l'investiture du gouvernement Sobotka, le 29 janvier 2014.

## Composition
| Portefeuille                                                 | Titulaire | Titulaire         | Parti       |
| ------------------------------------------------------------ | --------- | ----------------- | ----------- |
| Président du gouvernement                                    |           | Jiří Rusnok       | Indépendant |
| Premier vice-président du gouvernement Ministre des Finances |           | Jan Fischer       | Indépendant |
| Vice-président du gouvernement Ministre de l'Intérieur       |           | Martin Pecina     | Indépendant |
| Ministre des Affaires étrangères                             |           | Jan Kohout        | Indépendant |
| Ministre de la Défense                                       |           | Vlastimil Picek   | Indépendant |
| Ministre de la Justice Présidente du Conseil législatif      |           | Marie Benešová    | Indépendant |
| Ministre du Travail et des Affaires sociales                 |           | František Koníček | Indépendant |
| Ministre de l'Industrie et du Commerce                       |           | Jiří Cieńciała    | Indépendant |
| Ministre de la Santé                                         |           | Martin Holcát     | Indépendant |
| Ministre de l'Éducation, de la Jeunesse et des Sports        |           | Dalibor Štys      | Indépendant |
| Ministre de l'Agriculture                                    |           | Miroslav Toman    | Indépendant |
| Ministre des Transports                                      |           | Zdeněk Žák        | Indépendant |
| Ministre du Développement régional                           |           | František Lukl    | Indépendant |
| Ministre de l'Environnement                                  |           | Tomáš Podivínský  | Indépendant |
| Ministre de la Culture                                       |           | Jiří Balvín       | Indépendant |

### Autres articles
- Politique en République tchèque
- Miloš Zeman
- Jiří Rusnok

### Autres sites
- (en) Site Internet du gouvernement de la République tchèque